# Skórzec (gmina)
Pour les articles homonymes, voir Skórzec.
Skórzec est une gmina rurale (gmina wiejska) de la powiat de Siedlce, dans la Voïvodie de Mazovie, dans le centre-est de la Pologne.
Son siège administratif (chef-lieu) est le village de Skórzec, qui se trouve à 13 kilomètres au sud-ouest de Siedlce (siège de la powiat) et à 77 kilomètres au sud-est de Varsovie (Capitale de la Pologne).
La gmina couvre une superficie de 118,91 km2 pour une population de 7 134 habitants en 2006.

## Géographie
La gmina inclut les villages et localités de :

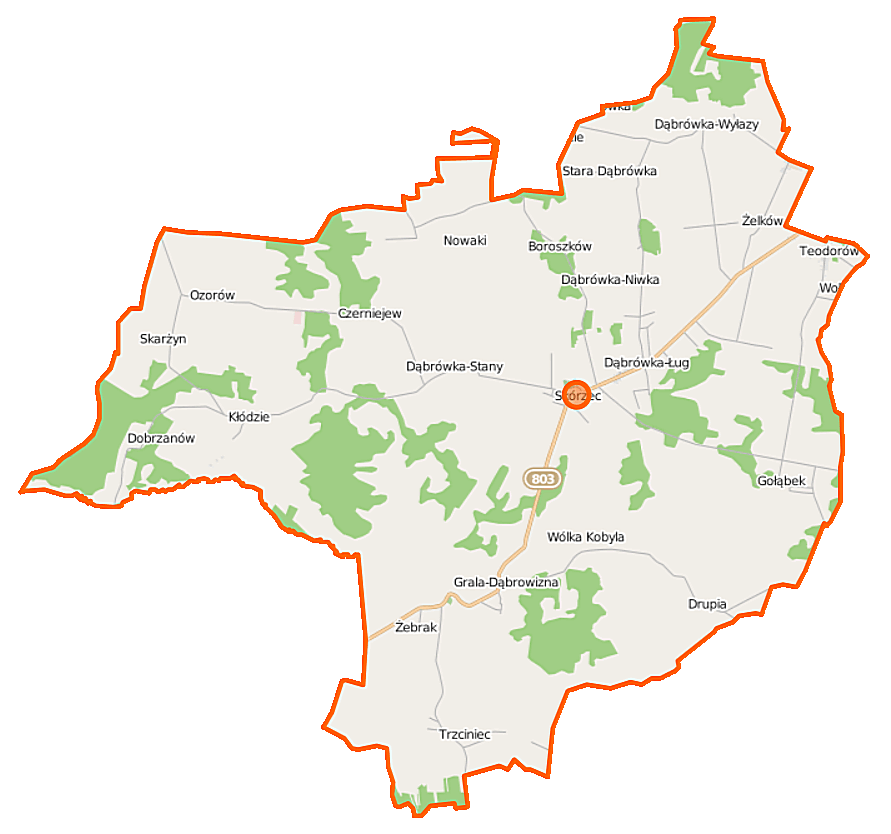
Plan de la gmina

- Boroszków
- Czerniejew
- Dąbrówka-Ług
- Dąbrówka-Niwka
- Dąbrówka-Stany
- Dąbrówka-Wyłazy
- Dobrzanów
- Drupia
- Gołąbek
- Grala-Dąbrowizna
- Kłódzie
- Nowaki
- Ozorów
- Skarżyn
- Skórzec
- Stara Dąbrówka
- Teodorów
- Trzciniec
- Wólka Kobyla
- Żebrak
- Żelków

### Gminy voisines
La gmina de Skórzec est voisine des gminy suivantes :
- Domanice
- Kotuń
- Mordy
- Siedlce
- Wiśniew
- Wodynie

## Structure du terrain
D'après les informations de 2002, la superficie de la commune de Skórzec est de 118,91 km2, répartis comme telle :
- terres agricoles : 80%
- forêts : 15%

La commune représente 7,42% de la superficie du powiat.

## Démographie
Données du 30 juin 2004 :
| Description        | Total  | Total | Femmes | Femmes | Hommes | Hommes |
| ------------------ | ------ | ----- | ------ | ------ | ------ | ------ |
| Unité              | Nombre | %     | Nombre | %      | Nombre | %      |
| Population         | 7 114  | 100   | 3 522  | 49,5   | 3 592  | 50,5   |
| Densité (hab./km²) | 59,8   | 59,8  | 29,6   | 29,6   | 30,2   | 30,2   |